# Accademia Macedone delle Scienze e delle Arti
L'Accademia macedone delle scienze e delle arti (in macedone: Македонска Академија на Науките и Уметностите, МАНУ) è un'istituzione accademica della Macedonia del Nord.

## Storia
L'Accademia è stata istituita dall'assemblea della Repubblica Socialista di Macedonia il 23 febbraio 1967 come istituzione scientifica, accademica e artistica con l'obiettivo di monitorare e stimolare le scienze e le arti del paese.
Le attività dell'Accademia sono volte ad censire il patrimonio culturale e ad assistere nella pianificazione di una politica nazionale riguardante le scienze e le arti, condurre ricerche scientifiche, promuovere le realizzazioni artistiche, oltre che a sviluppare cooperazioni in ambito internazionale.

## Struttura
L'organo principale dell'Accademia è l'Assemblea, composta da tutti i membri, che ha il compito di approvare gli indirizzi e le decisioni riguardanti l'organizzazione e le attività generali dell'Accademia come lo statuto, il piano finanziario, l'istituzione dei dipartimenti e dei nuclei scientifici, accademici e artistici.
L'Assemblea elegge anche il Presidente, il Vicepresidente e il Segretario dell'Accademia nonché alcuni membri della Presidenza. Inoltre, elegge anche membri stranieri e onorari dell'Accademia. L'elezione avviene ogni tre anni con voto a maggioranza dei membri effettivi dell'Accademia a scrutinio segreto. I membri sono indipendenti nelle attività di ricerca e sono eletti a vita. La struttura organizzativa dell'Accademia comprende la Presidenza, Consiglio direttivo, sei dipartimenti, otto centri di ricerca, due unità tecniche (Archivio e Biblioteca) e Segreteria.